# خطوط هوایی پامیر
خطوط هوایی پامیر (انگلیسی: Pamir Airways) یک شرکت هواپیمایی خصوصی در افغانستان است.

## پیشینه
پامیر ، نخستین بار در ماه مه سال ۱۹۹۵ میلادی در کابل تأسیس شد. اندکی پس از تأسیس این شرکت، شهر کابل به دست گروه طالبان سقوط کرد و فعالیت‌های شرکت پامیر ایرویز، تا پس از سقوط طالبان آغاز نشد. 
در واقع، پامیر ایرویز، نخستین شرکت هواپیمایی خصوصی بود که در افغانستان مجوز فعالیت دریافت کرد.
این شرکت، پروازهای خود را در سال ۲۰۰۷ میلادی رسماً آغاز کرد. با این وجود، شرکت پامیر در سایت اینترنتی خود، می‌گوید که در سال‌های ۲۰۰۴ و ۲۰۰۵ میلادی، در پروازهای انتقال حاجیان افغان به عربستان سعودی مشارکت داشته است.

## وجه تسمیه
نام شرکت هواپیمایی پامیر، از رشته‌کوه‌های مرتفعی به همین نام گرفته شده که در شمال افغانستان و بخش‌هایی از تاجیکستان امتداد دارد.

## مقاصد پروازی
- افغانستان
  - هرات - میدان هوایی بین‌المللی هرات
  - کابل - فرودگاه بین‌المللی حامد کرزی قطب
  - قندهار - میدان هوایی بین‌المللی قندهار
  - لشکرگاه - فرودگاه بوست
  - مزار شریف - میدان هوایی مزار شریف
- هند
  - دهلی - فرودگاه بین‌المللی ایندیرا گاندی
- عربستان سعودی
  - جده - فرودگاه بین‌المللی ملک عبدالعزیز
  - ریاض - فرودگاه بین‌المللی ملک خالد
- تاجیکستان
  - دوشنبه (تاجیکستان) - فرودگاه بین‌المللی دوشنبه
- امارات متحدهٔ عربی
  - شهر دبی - فرودگاه بین‌المللی دبی

## مقاصد بعدی
شرکت پامیر قصد دارد در آینده نزدیک، پروازهای خود را به شهر دوشنبه پایتخت تاجیکستان و دهلی نودر هند نیز گسترش دهد.

## نوع هواپیما
شرکت هواپیمایی پامیر، از هواپیماهای نوع McDonnell Douglas DC-۱۰ استفاده می‌کند.

## فعالیت در امدادرسانی سونامی
شرکت هواپیمایی پامیر افغانستان، می‌گوید از افتخاراتش، مشارکت در انتقال امدادرسانان افغان به کشور اندونزی، برای کمک به آسیب دیدگان دریالرزه معروف سونامی در سال ۲۰۰۵ میلادی است.